# Béost
Béost (wym. [beɔ]) – miejscowość i gmina we Francji, w regionie Nowa Akwitania, w departamencie Pireneje Atlantyckie.
Według danych na rok 1990 gminę zamieszkiwały 204 osoby, a gęstość zaludnienia wynosiła 5 osób/km² (wśród 2290 gmin Akwitanii Béost plasuje się na 973. miejscu pod względem liczby ludności, natomiast pod względem powierzchni na miejscu 169).